# Public Law 280

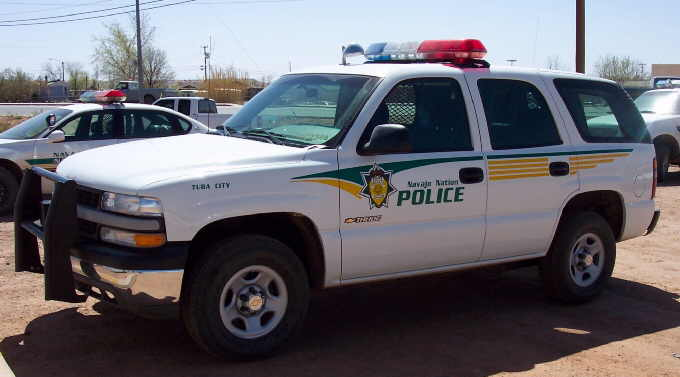
Heute haben die Stämme oftmals die Sicherheit in ihre eigene Hand genommen. Das Public Law 280 wird von den Stämmen abgelehnt. Im Bild ein Streifenwagen der Navajo Nation Police.

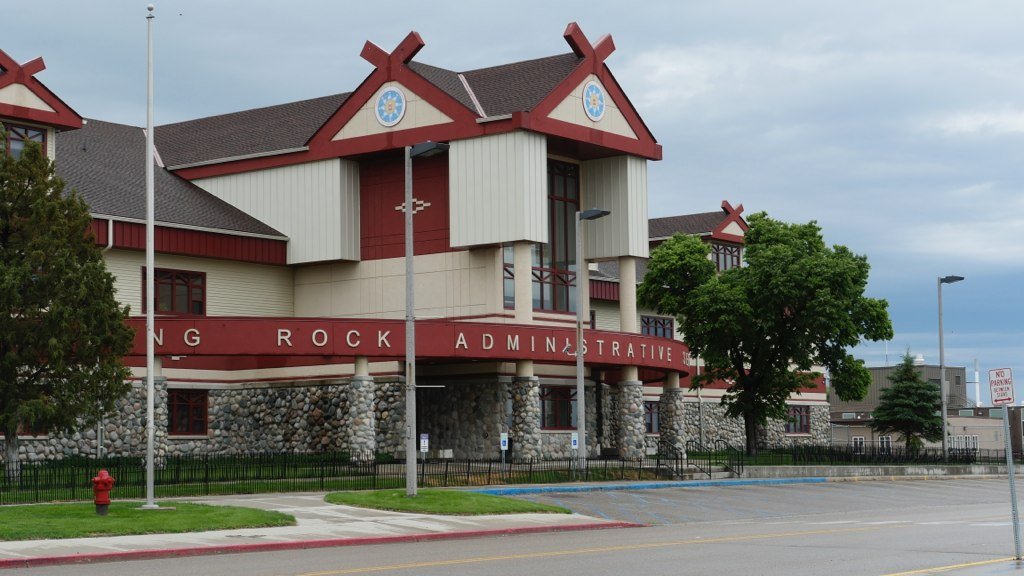
Die Standing Rock Reservation in North Dakota ist eine Reservation wo Public Law 280 keine Anwendung mehr findet. Im Bild Verwaltung des Reservats.

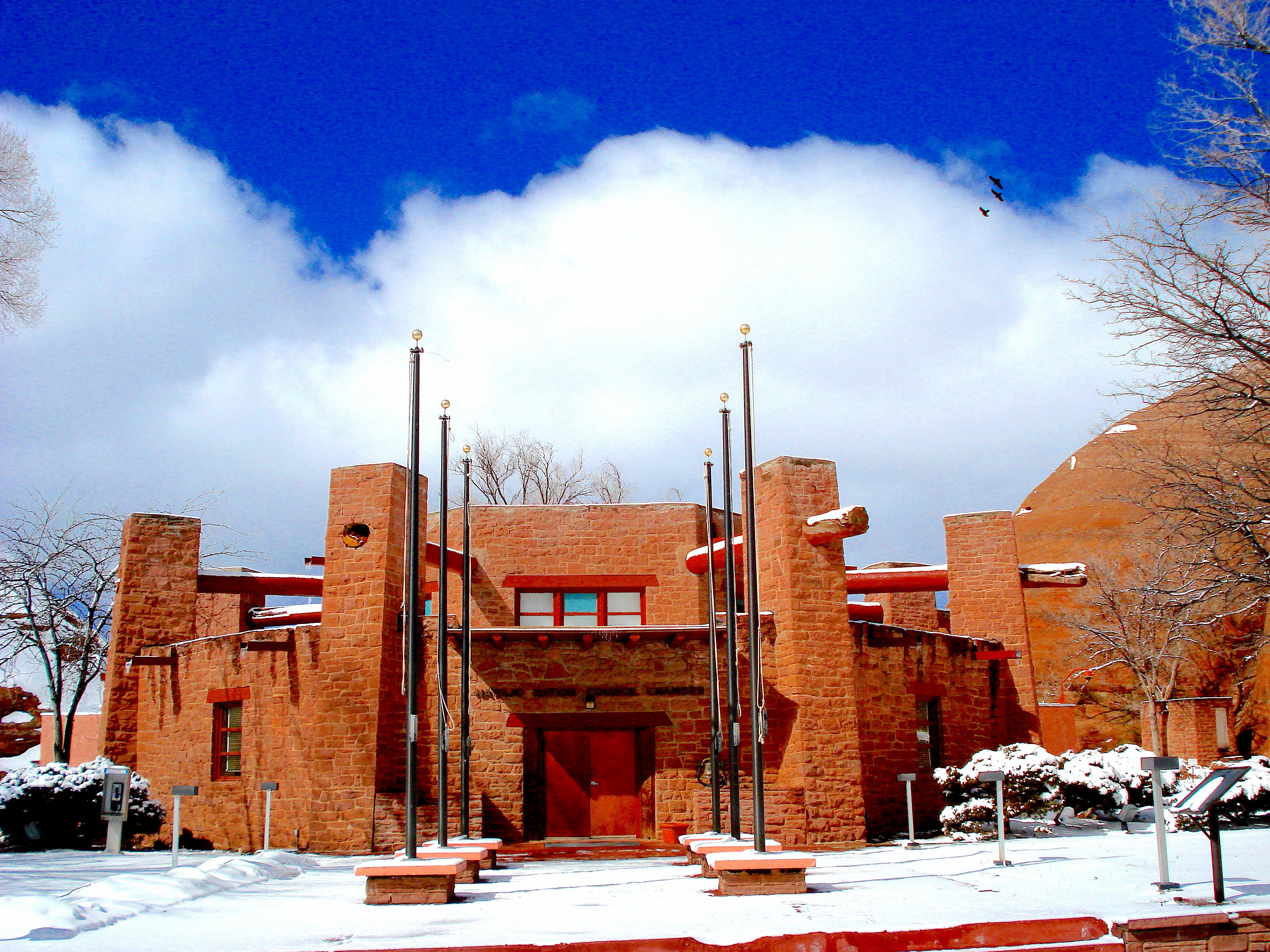
Navajo Nation Council Chambers (Béésh bąąh dah siʼání) in Window Rock

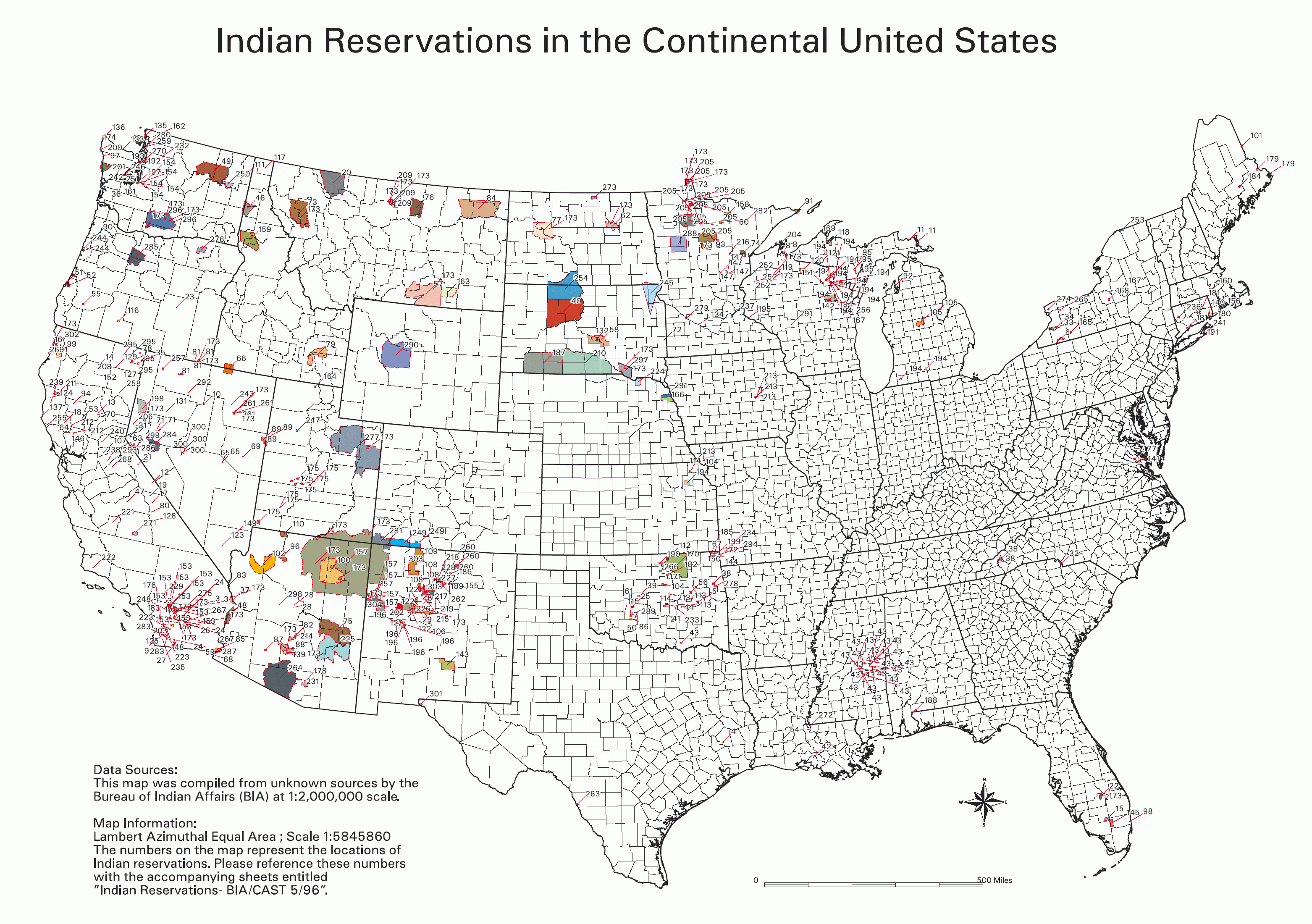
Reservate in den USA (ohne Alaska)

Public Law 280, auch Public Law 83- 280, ist ein Bundesgesetz der Vereinigten Staaten von Amerika, das am 15. August 1953 vom US-Kongress beschlossen wurde. Es handelt sich dabei um das 280. Gesetz des 83. Kongresses. Das Gesetz regelt die Zuständigkeit der Gerichte der Bundesstaaten, auf welchen sich die Indianerreservate geographisch befinden. Das Gesetz findet nur bei schweren Straftaten Anwendung, nicht bei Zivilprozessen oder weniger schwerwiegenden Verbrechen.

## Hintergrund
Indianerreservate befinden sich im Eigentum des Bundes, genauer im Eigentum des Bureau of Indian Affairs, kurz BIA. Das BIA verwaltete die Reservate treuhänderisch im Namen der Indianerstämme, die in diesen Reservaten siedelten. Zuständig waren deshalb die Bundesgerichte für schwere Straftaten, welche unter den Major Crimes Act fielen. Public Law 280 übertrug die Gerichtsbarkeit in Fällen von schweren Straftaten an die Gerichte der Bundesstaaten, ohne die Stämme in diesen Prozess zu involvieren. Public Law 280 ist ein Beispiel für die Bemühungen der Regierung der Vereinigten Staaten, die Indianerreservate und Tribal Sovereignty und damit die Selbstverwaltung der Indianerstämme aufzulösen. Indianerstämme galten als rückständig und kommunistisch und sollten zerschlagen werden. Indianerstämme galten nicht als geschäftsfähig. Deswegen hielt der Kongress es nicht für notwendig, die Zustimmung der Stämme einzuholen. Das Public Law 280 regelte auch die Zuständigkeit von Polizeibehörden der Bundesstaaten in den Reservaten. Vor dem Gesetz waren das FBI und die Polizeibehörden des BIA für die Reservate zuständig. Mit dem Public Law 280 wurden die Polizeibehörden der Bundesstaaten und der Counties zuständig. Das Public Law 280 stellte auch fest, dass Nicht-Stammesmitglieder von keinem Stammesgericht verurteilt werden durften, auch wenn die Straftat sich auf Stammesgebiet ereignete. Das Public Law 280 wurde 1968 revidiert. Seitdem ist die Zustimmung des betroffenen Stammes erforderlich, kein Stamm hat diesem seitdem zugestimmt. Auch wurde festgelegt, dass die Übertragung der Rechte der Bundesstaaten auf den Bund zurück übertragen werden konnte; auf Antrag des betroffenen Stammes. In einigen Fällen ist dies geschehen.

## Anwendung
Das Public Law 280 unterschied zwischen Staaten, die dieses Gesetz umsetzen mussten und Staaten, die dies freiwillig tun konnten. Die Verfassungen der betroffenen Bundesstaaten mussten dafür geändert werden. Verpflichtet wurden folgende Staaten, das Gesetz umzusetzen:
- Alaska (Damals ein Territorium, alle Stämme außer Metlakatla)
- Kalifornien (Alle Reservate)
- Minnesota (Alle Reservate, Ausnahme Red Lake)
- Nebraska (Alle Reservate)
- Oregon (Alle Reservate, Ausnahme Warm Springs)
- Wisconsin (Alle Reservate)

Andere Bundesstaaten konnten das Gesetz umsetzen, waren aber nicht dazu verpflichtet. Auch konnten sie das Gesetz nur teilweise anwenden. Folgende Bundesstaaten setzten das Gesetz um:
- Florida (1961)
- Idaho (1963, Zustimmung der betroffenen Stämme notwendig)
- Iowa (1967)
- Nevada (1955)

Weitere Bundesstaaten wollten das Gesetz umsetzen. Ihre Verfassungen sahen aber keine Zuständigkeit über Reservationen vor. Die Zuständigkeit war und ist daher umstritten. Die Staaten führten das Gesetz nur teilweise ein, oder die Einführung des Gesetzes ist aus verfassungsrechtlichen Gründen nicht wirksam.
- Arizona (1967, Zuständigkeit beschränkt auf Umweltvergehen, Verfassung wurde nicht geändert)
- Montana (1963, Verfassung wurde nicht geändert)
- North Dakota (1963, Zustimmung der betroffenen Stämme erforderlich, Verfassung wurde nicht geändert)
- South Dakota (1957, Verfassung wurde geändert. Die Zuständigkeit beschränkt sich auf Straßen des Bundes und des Bundesstaates)
- Utah (1971 Verfassung wurde nicht geändert)
- Washington (1957, Verfassung wurde nicht geändert)

Folgende Staaten die nach Public Law 280 zu einer Umsetzung verpflichtet waren, machten die Änderungen teilweise wieder rückgängig und übertrugen die Verantwortung zurück an den Bund.
- Nebraska (Winnebago and Omaha Reservationen)
- Oregon (Umatilla Reservation)
- Wisconsin (Menominee Reservation)[3]

Nach 1968 ist eine Zustimmung der Stämme zwingend vorgeschrieben. Den Bundesstaaten wurde durch die Revision das Recht genommen, das Gesetz ohne eine Referendum an den Reservaten anzuwenden. Rechte des Bundes an die Bundesstaaten können heute nicht mehr so einfach übertragen werden. Kein Stamm hat jemals der Ausführung von Public Law 280 zugestimmt. Die Ausführung des Gesetzes kann durch einen Antrag des Stammes rückgängig gemacht werden, was in der Vergangenheit des Öfteren geschah. Der Innenminister der Vereinigten Staaten entscheidet über einen solchen Antrag. Eine Anhörung des betroffenen Bundesstaates ist nicht vorgesehen. In diesen Fällen ging die Zuständigkeit an den Bund zurück. Dadurch findet Public Law 280 in vielen Fällen keine Anwendung mehr, da die Stämme die Rechte an den Bund zurück übertragen hatten.

## Auswirkungen
Das Gesetz sollte zu mehr Sicherheit und Rechtssicherheit in den Reservaten führen. Besonders im Bereich der Polizei führte das Gesetz zu mehr Unsicherheit. Die Staaten und Counties zeigten wenig Interesse Strukturen in den Indianergebieten aufzubauen. Einerseits wurden Dienststellen des FBI und des BIA abgebaut, aber keine Strukturen durch die Bundesstaaten und Counties aufgebaut. Die Counties zeigten wenig Interesse, Polizeistationen in den entsprechenden Gebieten zu errichten und zu betreiben. Deswegen verlangten die Stämme die Rückübertragung an den Bund und bauten eigene Polizeieinheiten auf, welche vom BIA finanziert wurden. Heute betreiben viele Stämme eigene Polizeieinheiten, die im Falle, wenn Public Law 280 keine Anwendung mehr findet, auch für Nicht-Indianer zuständig sind. Juristisch werden Nicht-Indianer, die in Stammesgebieten leben, in solchen Fällen von Bundesgerichten betreut. Das Gesetz fand nie Anwendung auf Verbrechen, die nicht durch den Major Crimes Act definiert waren. Solche und Zivilprozesse wurden von den Stammesgerichten betreut, wenn Stammesmitglieder involviert waren.

## Anwendung heute
2020 fand das Public Law 280 noch Anwendung im großen Stil in Kalifornien und Alaska. Alaska besaß nie größere Reservationen. Es ist dünn besiedelt und es bestand daher keine Notwendigkeit zu Umsiedlungen von Indianerdörfern. Kalifornien besitzt viele Reservationen, die aber meistens sehr klein sind. Weiterhin findet das Gesetz noch in Idaho, Iowa, Minnesota, Nebraska, Oregon, Utah, Washington State und Wisconsin Anwendung, aber bei weitem nicht bei allen Stämmen. In Nebraska findet es z. B. auf die Ponca und Sac & Fox Anwendung, nicht aber auf die Omaha, die Winnebago und die Santee Sioux. In South Dakota gilt es nur entlang der Bundes- und Bundesstaatsstraßen, während es in North Dakota keine Reservate mehr gibt, die unter das Gesetz fallen. Ausnahme bildet die Spirit Lake Reservation. In anderen Staaten sind die Polizeibehörden zuständig, obwohl sie nicht explizit Public-Law-280-Staaten sind, z. B. in New York und Texas. Die Reservate dort sind aber klein oder die Stämme besitzen gar keine Reservation. Allgemein kann man sagen, dass die größeren Reservationen nicht unter Public Law 280 fallen und das es Staaten gibt, die das Gesetz anwenden, ohne explizit beigetreten zu sein.